# Jens Voigt (Fußballspieler)
Jens Voigt (* 29. Juni 1959) ist ein ehemaliger deutscher Fußballtorwart. Für Chemie Böhlen und Motor Suhl spielte er in der DDR-Oberliga, der höchsten Spielklasse im DDR-Fußball.

## Sportliche Laufbahn
Seine ersten Spiele im Männerbereich bestritt Jens Voigt ab 1977 für die zweite Mannschaft der Betriebssportgemeinschaft (BSG) Chemie Leipzig in der drittklassigen Bezirksliga. Nachdem die erste Mannschaft zur Saison 1979/80 in die DDR-Oberliga aufgestiegen war, absolvierte er für die Nachwuchsoberliga-Mannschaft elf von 26 Punktspielen. Die Leipziger schafften den Klassenerhalt nicht und stiegen wieder in die DDR-Liga ab. Voigt wurde als dritter Torwart für die DDR-Liga-Mannschaft nominiert, konnte sich aber 1980/81 weder gegen Ralph Kahnt noch gegen Hubert Suchantke durchsetzten und blieb in der ersten Mannschaft ohne Punktspieleinsatz. Dagegen wurde er in der zweiten Mannschaft eingesetzt, die nach dem Oberligaabstieg wieder in der Bezirksliga antrat.
Zur Saison 1981/82 wechselte Voigt zum Bezirksligisten TSG Chemie Markkleeberg. Der TSG verhalf er zur Bezirksmeisterschaft und zum Aufstieg in die DDR-Liga, wechselte danach aber erneut und schloss sich dem Oberligisten Chemie Böhlen an. Dieser nominierte Voigt 1982/83 für die Nachwuchsoberliga, doch schon im zweiten Punktspiel der ersten Mannschaft erhielt er die Chance, den verletzten Stammtorwart Freimuth Bott zu ersetzen. Dies tat Voigt auch in den folgenden fünf Oberligaspielen, bis Bott wieder einsatzfähig war. Danach spielte er für den Rest der Saison wieder in der Nachwuchsoberliga. Anschließend stieg Chemie Böhlen aus der Oberliga ab und hatte keine Verwendung mehr für Voigt, und so kehrte er nach Markkleeberg zurück. Die TSG stufte ihn für ihre DDR-Liga-Mannschaft als zweiten Torwart ein, er kam jedoch nicht an der Nummer eins Joachim Niklasch vorbei, der in allen 22 Punktspielen im Tor stand.
Zur Saison 1984/85 schloss sich Voigt dem Oberliga-Aufsteiger Motor Suhl an. Dort kam er aber überwiegend in der Bezirksliga für die zweite Mannschaft (die Nachwuchsoberliga war eingestellt worden) zum Einsatz. Als die Oberligamannschaft in der Hinrunde in Personalnot geriet, wurde Voigt in zwei Punktspielen ersatzweise als Verteidiger aufgeboten. Danach erschien er, obwohl erst 26 Jahre alt, nicht mehr im höherklassigen Fußball. Dort war er insgesamt auf acht Oberligaeinsätze gekommen.